# Kinetochor

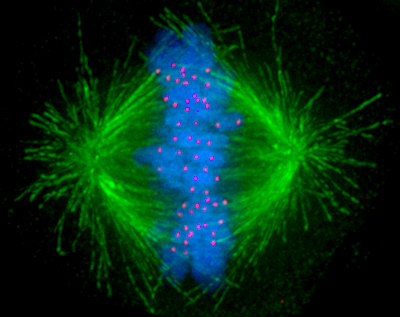
Vizualizace metafázní buňky pomocí fluorescence. Kinetochory jsou vidět jako malé růžové tečky ve střední části, vázané na modře označené chromozomy a zelené dělicí vřeténko

Kinetochor je velký proteinový komplex nacházející se zpravidla v oblasti centromery chromozomů během mitózy nebo meiózy. Umožňuje napojení chromozomů na mikrotubuly dělicího vřeténka a je také z velké části zodpovědný za pohyb chromozomů k pólům vřeténka během anafáze.

## Stavba
V elektronovém mikroskopu se kinetochory jeví jako třívrstvé struktury. Vnitřní vrstva, silná 40–60 nm, specificky rozpoznává a váže centromerovou sekvenci DNA, prostřední 25–30 nm silná vrstva zřejmě propojuje vnitřní vrstvu s vnější, a vnější 40–60 nm vrstva se váže k (+) koncům mikrotubulů. Z vnější vrstvy vyčnívá do okolí tzv. vláknitá koróna, která spolu s vnější vrstvou obsahuje proteiny vážící mikrotubuly a motorové proteiny, např. CLIP170, cytosolický dynein a kineziny CENP-E a MCAK. Přítomnost těchto proteinů je důkazem, že jsou kinetochory hrají významnou roli při rozchodu chromozomů k opačným pólům v anafázi.

## Diverzita
Výše uvedený popis kinetochoru jako struktury nacházející se v krátkém úseku centromery platí pouze pro tzv. monocentrické organismy, tedy ty, na jejichž chromozomech se nachází jediná centromerická oblast. Mezi monocentrické organismy patří např. obratlovci, houby a většina rostlin. Naopak u holocentrických organismů, např. hlístice (jak se zjistilo díky využívání háďátka Caenorhabditis elegans jako modelového organismu) pokrývá kinetochor chromozom po celé jeho délce.